# Chevaigné
Chevaigné é uma comuna francesa na região administrativa da Bretanha, no departamento de Ille-et-Vilaine. Estende-se por uma área de 10,33 km². Em 2010 a comuna tinha 2 352 habitantes (densidade: 227,7 hab./km²).